# Dolmen von Roscasquen

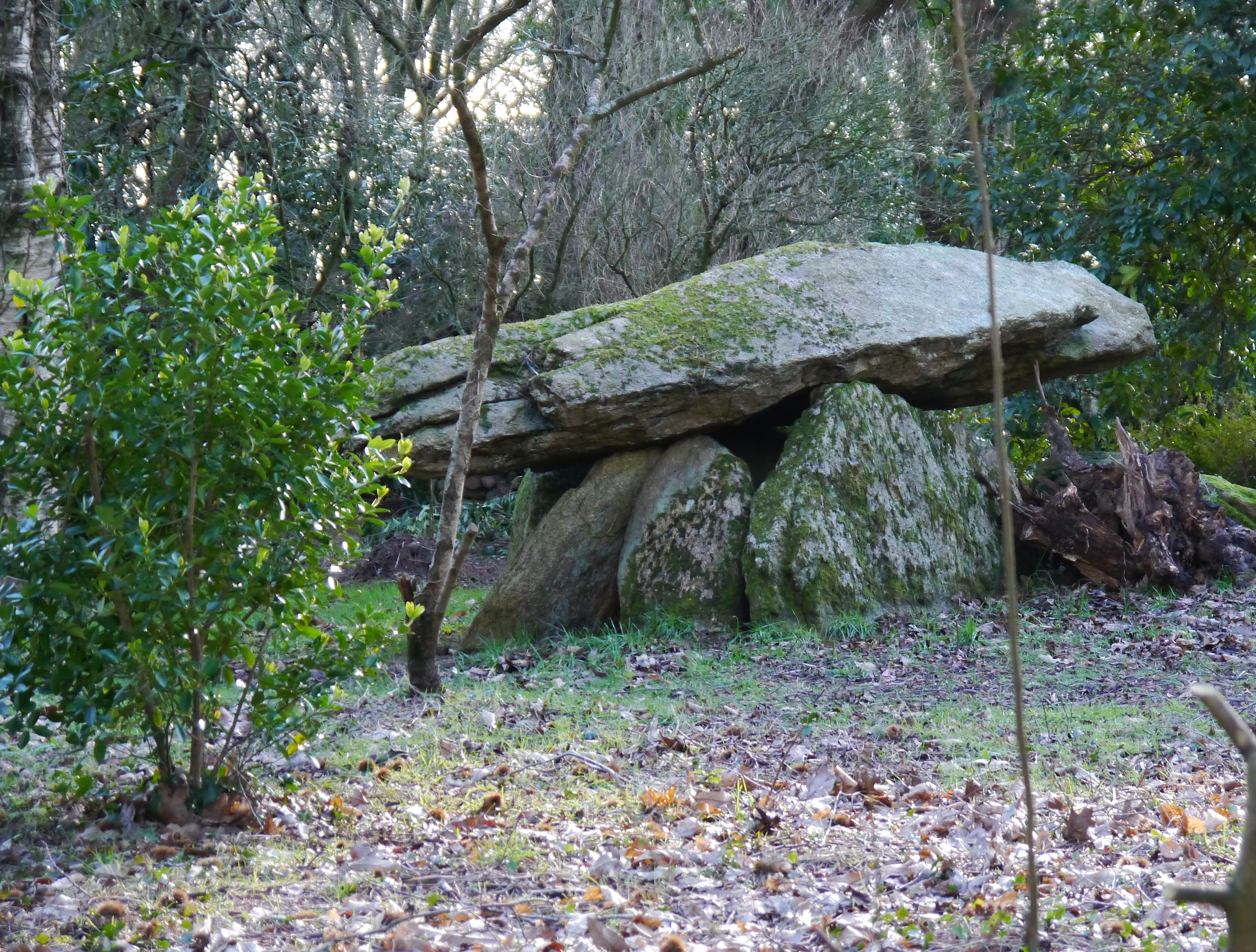
Dolmen von Roscasquen

Der Dolmen von Roscasquen (auch Dolmen von Kerpinvic genannt) liegt an der Straße D 62 auf einer Lichtung östlich von Quimperlé im Département Finistère in der Bretagne in Frankreich. Dolmen ist in Frankreich der Oberbegriff für Megalithanlagen aller Art (siehe: Französische Nomenklatur).
Der einfache Dolmen (französisch Dolmen simple) mit dem übergroßen Deckstein aus Schiefer, der auf sechs Tragsteinen ruhte, die auf einer Seite teilweise verkippt sind, könnte eine spätneolithische Grablege sein. Erhalten ist ein Endstein, verschwunden dagegen der Grabhügel. Die allseitig geschlossene Anlage deutet auf eine Bestattung aus der Bronzezeit. Die Megalithanlage wurde 1844 von dem Archäologen W. C. Lukis (1817–1892) ausgegraben. 
Der Dolmen von Roscasquen ist ein Monument historique. Näher bei Quimperlé liegt der Dolmen von Keransquer.